# NGC 6158
NGC 6158 este o galaxie eliptică situată în constelația Hercule. A fost descoperită în 17 martie 1787 de către William Herschel. Se află la o distanță de 100,93 megaparseci de Pământ.